# 1183 Jutta
1183 Jutta este un asteroid din centura principală, descoperit pe 22 februarie 1930, de Karl Reinmuth.